# Neusilber
Neusilber ist die Bezeichnung für eine Kupfer-Nickel-Zink-Legierung mit hoher Korrosionsbeständigkeit, Festigkeit und silberähnlichem Aussehen. Neusilber wird insbesondere für Tafelgeräte (Essbesteck, Servicebesteck und Korpusware), Musikinstrumente (Querflöte, Trompete, Oboe), Beschläge und Schmuck verwendet.

## Namensgebung und Beschreibung
Für Neusilber gibt es auch die Bezeichnungen Alpaka/Alpacca, Argentan, Minargent, die französischen Bezeichnungen Cuivre blanc und Maillechort sowie die aus dem Chinesischen stammende Bezeichnung Paktong (白銅 Báitóng). Auch die Bezeichnung Hotelsilber wird verwendet. Im Spanischen ist Neusilber auch als plata alemana und im Englischen als German Silver (beides deutsches Silber) und nickel silver bekannt. Galvanisch versilbertes Neusilber wird als Chinasilber oder Alsenid bezeichnet.

## Eigenschaften
Neusilber ist eine silberweiß bis gelb glänzende Legierung aus 47–64 % Kupfer, 10–25 % Nickel, 15–42 % Zink, eventuell mit Beimischungen von Elementen wie Blei, Zinn, Mangan oder Eisen. Es zeichnet sich gegenüber Kupfer wegen des Nickelgehalts durch größere Härte und Korrosionsbeständigkeit aus. Das amtliche Erkennungszeichen ist der Gewichtszahlenstempel.
- Schmelzpunkt: ab ca. 900 °C, je nach Legierung ansteigend
- Dichte: 8,1 bis 8,7 g·cm−3 (je nach Mischung)
- Elektrische Leitfähigkeit: ca. 3·106 bis 5·106 Ω−1·m−1
- Wärmeleitfähigkeit: ca. 25 bis 35 W·m−1·K−1
- Wärmeausdehnungskoeffizient: 16·10−6 bis 17·10−6 K−1

Wie viele Kupferlegierungen (Knetlegierung) kann Neusilber durch Kaltumformung gehärtet werden (Oberflächenverfestigung), beispielsweise durch Schmieden, Walzen oder Durchziehen. Eine Erwärmung (Glühen) über ca. 500 °C erzeugt neue Metallkörner (Rekristallisation), das Material wird wieder weich.

## Geschichte
Bereits im Laufe des 17. Jahrhunderts kamen erste Metallwaren aus einer Packfong genannten Legierung aus dem Kaiserreich China nach Europa. Doch erst im 18. Jahrhundert erkannte man, dass Packfong aus Kupfer, Zink und Nickel besteht. In den Metallwerken von Suhl gelang es schon etwa 1770, eine dem Packfong ähnliche Legierung zu erzeugen. Sie wurde bald als Suhler Weißkupfer bekannt. Das Suhler Weißkupfer enthielt allerdings Arsen und war daher toxisch.
Die industrielle Erzeugung von Kupfer-Zink-Nickel-Legierungen wurde 1823 durch ein Preisausschreiben des Verein zur Beförderung des Gewerbefleißes in Preußen initiiert. Gefordert wurde die Herstellung einer weißen Legierung, die im Aussehen dem Silber 750/1000 (fein) gleichen und auch für Speisegerätschaften geeignet sein sollte. Zudem sollte es nur 1/6 des damaligen Silberpreises kosten. Diese Aufgabe löste der aus dem Königreich Sachsen stammende Ernst August Geitner, der 1823 in Auerhammer bei Aue die Legierung Argentan entwickelte, aber den Preis nicht erhalten konnte, da er kein preußischer Staatsangehöriger war. Die Gebrüder Henniger in Berlin, denen 1824 die Herstellung einer dem Argentan ähnelnden Legierung Neusilber gelungen war, bezogen von Geitner Nickel für ihre Besteckherstellung. Damit konnte das vorher benutzte arsenhaltige Weißkupfer ersetzt werden.

## Verwendung
Nach der Patentanmeldung der Löffelwalze im Jahre 1838 durch Alfred Krupp wurde Neusilber zur industriellen Fertigung von Essbestecken verwendet. Auch heute ist es das Basismaterial für oberflächenversilbertes Besteck. Es wird eingesetzt für feinmechanische und elektrotechnische Geräte, medizinische Geräte, Reißverschlüsse, Schmuck, Trensengebisse, Teile von Blasinstrumenten und Brillen sowie als Material für Bundstäbe bei Saiteninstrumenten. Die Schienenprofile von Modelleisenbahnen, feinmechanische Federn und Steckverbinder der Elektrotechnik bestehen mitunter aus Neusilber, weil das Oxid elektrisch leitend ist. Bei Hieb- und Stichwaffen ist Neusilber ein gängiges Material für die Parierstange, bei Schusswaffen für das Korn der Visierung, weil die Farbe des Metalls einen guten Kontrast zu schwarz bietet. Bei Münzprägungen kam um 1900 Neusilber zunächst für Probeprägungen zum Einsatz. Eine bekannte frühe Prägung in Neusilber ist das 1-Billion-Mark-Stück der Provinz Westfalen von 1923. Zahlreiche Gedenkmünzen der DDR wurden aus Neusilber hergestellt. Eine jüngere Neusilber-Legierung die auch für Münzen verwendet wird ist Virenium.
Auch Schlüssel, insbesondere solche für hochwertige Schließzylinder und Schließsysteme, werden oft wegen der Verschleißarmut aus Neusilber gefertigt. Einige Hersteller führen den Zylinderkern auch in Neusilber aus (Bezeichnung „verschleißarmer Kern“).
Für die Elektrotechnik und Elektronik sind diese Werkstoffe vor allem wegen ihrer Festigkeit und Zähigkeit, der ausreichenden elektrischen Leitfähigkeit, dem im Vergleich zu anderen Kupferwerkstoffen beachtlichen Elastizitätsmodul, der besseren Anlaufbeständigkeit sowie der Korrosionsbeständigkeit interessant. Diese Kombination von Eigenschaften ist besonders vorteilhaft für elektrische Kontakte und Federn.
Als Neusilberlot wird in der Praxis oftmals ein Hartlot bezeichnet, das aus ca. 50 % Kupfer, 10 % Nickel, 40 % Zink und jeweils ca. 0,2 % Silicium, Mangan und Zinn besteht. Der Schmelzbereich ist 890–920 °C.